# ريان باش
ريان باش هو لاعب هوكي الجليد كندي، ولد في 21 أكتوبر 1973 في شيروود بارك ‏ في كندا.

## وصلات خارجية
- ريان باش على موقع دوري الهوكي الوطني (الإنجليزية)
- ريان باش على موقع EliteProspects.com (الإنجليزية)
- ريان باش على موقع Eurohockey.com (الإنجليزية)
- ريان باش على موقع HockeyDB.com (الإنجليزية)